# 피아노 소나타 14번 (베토벤)
《피아노 소나타 14번 올림다단조, 작품번호 27-2》는 루트비히 판 베토벤에 의해 쓰인 작품으로, 두 개의 소나타, 작품 번호 27(환상곡풍 소나타)의 두 번째 소나타이다.  월광 소나타라는 별칭은 베토벤의 사망 이후 평론가의 논평으로부터 비롯되었다. 비창 소나타, 열정 소나타와 함께 베토벤의 3대 피아노 소나타로 불리기도 한다.

## 작곡 및 배경
베토벤은 헝가리 귀족인 브룬스비크 가문과 우호적인 관계를 유지했다. 1800년, 1801년, 1806년에 그는 요제프 브룬스비크 백작(1750-1827)의 초청으로 가문의 맨션 중 하나인 운터쿠루파 성 근처에서 머물렀다. 그는 바로크 정원사의 오두막 위층에서 거주했는데, 1801년에 이 곳에서 브룬스비크 가문의 구전 전통에 따라 "월광 소나타"를 작곡했다(성 근처에 위치한 이 정원사의 오두막에는 현재 작은 베토벤 박물관이 들어서 있다).
작품은 전통적인 고전주의 소나타에서 벗어나 낭만주의적 표현에 접근하고 있다. 속도 면에서는 완만한 1악장, 경쾌한 2악장, 급속한 3악장으로 구분되며, 악장이 진행될 때마다 템포가 빨라지는 서파급의 3단 구성을 보이고 있다. 또한 형식적으로는 소나타 형식의 피날레에 무게 중심이 놓인 균형잡힌 악장 배치가 이루어져 있고, 감정 변화가 강건한 의지 아래 흔들림 없는 귀결을 맞이한다는 베토벤 특유의 음악이 명료하게 나타나 있다.

## 출판 및 헌정

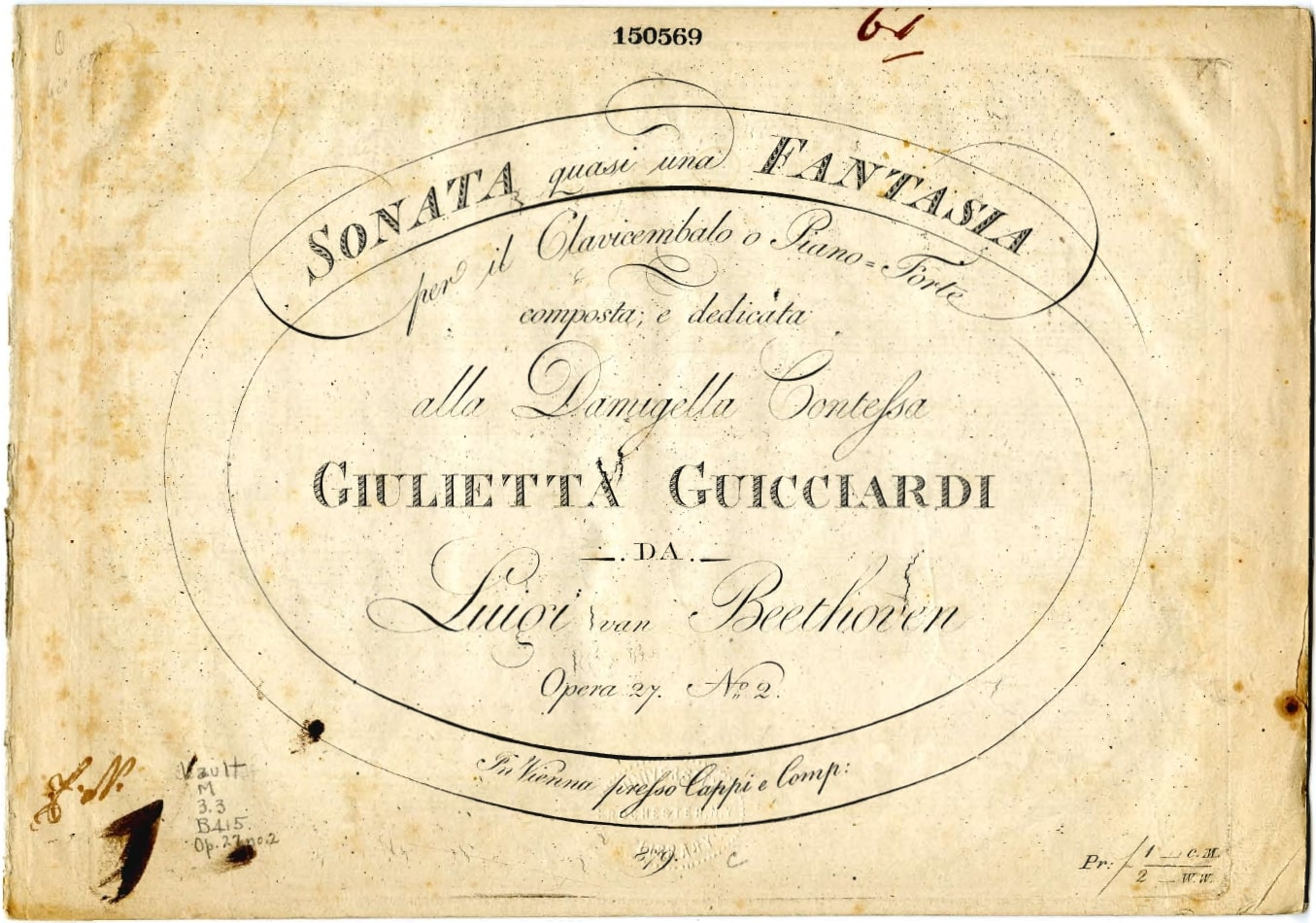
초판 악보 표지, 1802년

이 작품의 초판은 1802년 3월에 빈의 조반니 카피 사를 통해 간행되었다. 동반 작품 "작품번호 27-1" (피아노 소나타 13번)과 함께 Sonata quasi una Fantasia (“환상곡 풍 소나타”)라는 이탈리아어 표제를 내걸고 출판되었는데, 이 표제는 베토벤에 의해 붙여진 것이다. Fantasia (“환상곡”)이라는 용어는 피아노 소나타의 비정상적인 동작 순서를 나타낸다. 그 템포는 기존 소나타 형식과는 다른 것이며, 이 작품의 경우 소나타 형식의 첫 번째 (빠른) 악장을 갖고 있지 않다. 오히려 아다지오로 시작, 트리오가 있는 활기찬 알레그레토, 소나타 형식 주 악장의 구조를 가진, 빠르고 극적인 피날레가 이어진다. 여기에서 주목할 것은 악장마다 속도가 증가하는 것이다.
베토벤은 짧은 시간 동안 사랑에 빠졌던 그의 피아노 학생, 줄리에타 귀차르디에게 이 소나타를 헌정했다. 하지만, 이는 베토벤이 줄리에타의 어머니로부터 받은 선물에 대한 “보답”이라고 여겨지고 있다.
베토벤은 브룬스비크 가문과의 인연으로 줄리에타를 알게 되었는데, 그는 줄리에타와 사촌 관계에 있는 “브룬스비크 자매”(“테레제와 요제피네”)와도 이미 깊은 친분을 갖고 있었다. 1801년 말에 줄리에타의 피아노 지도를 맡게 된 베토벤은 눈에 띄게 그녀의 포로가 되었다. 1801년 11월 16일, 당시 30세의 나이였던 베토벤이 친구 프란츠 베겔러에게 쓴 편지에는 줄리에타를 향해 쓴 것으로 여겨지는 다음과 같은 내용이 있다: "난, 이제 내 인생이 이제 조금 흐뭇해졌다고 느끼고, 다시 밖으로 나가 사람들 속에 있네. 지난 2년 동안 내 삶이 얼마나 초라하고 슬픈 것 이었는지 믿기 어려울 거네. 2년만에 얼마간의 행복한 순간을 구가하고 있는 것이지. 이번 변화는 한 명의 귀엽고 매력적인 소녀에 의해 초래되었네. 그녀는 나를 사랑하고 나도 그녀를 사랑하네. 태어나서 처음으로 결혼하면 행복해 질 거라는 기대도 하네. 그러나 불행히도 그녀는 나와 신분이 다르다네. 그래서, 그래서 지금은 결혼할 수 없을 것이네." 하지만, 줄리에타는 1803년 11월 14일, 오스트리아의 귀족이자 작곡가인 갈렌베르크 백작과 결혼하여 베토벤을 떠난다.
훗날(1823년), 베토벤은 당시의 비서이자 훗날의 전기 작가인 안톤 쉰들러에게 줄리에타와 진정한 연애 관계를 가졌음을 고백했다. 쉰들러는 1840년에 베토벤의 전기에서 줄리에타가 베토벤이 “불멸의 연인"에게 보낸 유명한 편지의 수신자이기도 했다고 주장했다. 하지만, 그것은 훗날 순수한 추측으로 판명되었는데, 그 주장에 즉시 의문을 제기한 사람이 줄리에타의 사촌이었던 테레제 브룬스비크였다. 테레제는 의심을 품었다: "베토벤의 세 통의 편지가 줄리에타 앞으로 되어 있다? 허술한 건 아닌지" 테레제가 의심을 품는 데는 이유가 있었다. 쉰들러나 그 밖의 동시대 사람들과는 달리, 그녀는 여동생 요제피네와 베토벤의 오랜 열애 관계에 대해 속속들이 알고 있었기 때문이다.
줄리에타에 대한 이 작품의 헌정은 당초 의도된 것은 아니었다. 줄리에타에게는 "론도 사장조 작품번호 51-2"를 헌정하기로 되어 있었는데, 이 론도를 헨리에테 리히노프스키 백작부인에게 헌정하기로 결정을 내리게 되면서, 줄리에타에게 헌정된 것이 이 소나타였던 것으로 여겨진다.

## 수용 및 유산
이 소나타가 처음 알려지게 된 시기에는 베토벤이 어느 정자에서 첫 악장을 즉흥적으로 만들었고 하여 "정자 소나타"라고도 불렸다.
그러나 훗날 베토벤이 사망하고 5년 후인 1832년에 독일의 음악 평론가이자 시인, 기자였던 루트비히 렐슈타프는 이 음악이 그에게 연상 시키는 것에 대한 논평을 써냈는데, 그것은 이 음악의 첫 악장에 관한 것으로, "몽롱한 분위기가 달빛이 비치는 스위스 루체른 호수의 물결에 흔들리는 작은 배 같다"라는 내용이었다. 이로부터 10여년이 지난 후 독일과 영국의 출판물은 일반적으로 "월광(月光, 영어: Moonlight, 독일어: Mondschein) 소나타"라는 제목을 채택했고, 19세기 후반에 이르러 소나타는 이 통칭으로 유명해졌다.
한편 작곡자의 제자였던 체르니도 렐슈타프의 언급에 앞서, "야경, 저 멀리서 영혼의 슬픈 목소리가 들린다"라고 말한 바 있다.
또 다른 해석의 배경은 안드라스 쉬프에 의해 제공되었다. 그는 모차르트의 돈 조반니 중 슬픈 장면에서의 리듬적인 연관성을 보고 그것이 "죽음의 장면" 또는 "장례식 행진"이라고 생각했다. 바렌보임도 이 논문을 지지했다. 쉬프는 모차르트의 오페라 1막에서 죽어가는 코멘다토레의 장면에 관하여 베토벤이 자신의 원고에 메모를 남겼다고 언급했지만, 베토벤은 1803-4년까지 그 메모를 남기지 않았다는 점에서, 1800-1년에 쓰여진 소나타, "작품번호 27-2"과는 직접적인 관련이 없는 것으로 여겨졌다.
이 작품은, "월광 소나타"라는 별칭과 함께 널리 알려지기 이전에도 이미 사람들의 상상을 불러일으키며 큰  인기를 끌었던 작품이었고, 베토벤의 생전에도 그의 가장 인기있는 피아노 작품 중 하나였다. 너무도 유명해서 베토벤은 그의 학생인 카를 체르니에게 "나는 확실히 더 나은 것을 썼네"라고 말했다.
그것은 형식적인 자유와 감정적으로 결정된 표현 방식으로 낭만주의의 중요한 선구자로 간주되었다. 그것의 표현 방식은 훗날 쇼팽의 "즉흥환상곡"이나 폴크만의 "피아노 삼중주 나단조, 작품번호 5"에서 채택되었다. 리스트는 극도로 까다롭다고 생각되는 이 작품에 관해서 학생들이 연주하는 것을 허락하지 않았다고 보고했다. 알렉산드로 실로티는 리스트가 베히슈타인 그랜드 피아노로 소나타를 연주하면서 너무나도 매혹되어 나중에 다른 연주가로부터 그 곡을 듣고 싶어하지 않았다고 전했다. 쇼스타코비치는 그의 "비올라와 피아노를 위한 소나타, 작품번호 147"의 마지막 악장을 위해, "월광 소나타"로부터 모티브를 가져왔으며, 사망 직전에 베토벤에 대한 또 다른 기념비를 세웠다.
1800년에서 1801년에 걸쳐 작곡된 피아노 소나타의 영향 아래에 있는 역사는 음악 작품에만 국한되지 않는다. 그것은 또한 문학과 조형 예술, 모두에서 영감의 원천이 되었다. 그것은 대개 느린 첫 악장에 초점이 맞추어져 있으며, 수많은 예술 작품 재현의 시도 대상이었다.

## 악장 구성
연주에는 보통 15-16분 정도가 걸린다.

### 1악장 - 아다지오 소스테누토 (올림다단조)
2/2 박자, 세도막 형식 (두 번째 주제는 나란한 조가 아니라 관련 없는 나단조).
악장은 왼손의 옥타브와 오른손의 잇단음표 아르페지오로 시작하여 점차 오른손의 주선율을 도입한다. 동시에 오른손의 잇단음표 고정 리듬 패턴이 곡 전체에 걸쳐 계속된다. 강도는 매우 약하여 일반적으로 "pp"(pianissimo, 피아노시모, 매우 여리게)로 표시되고 가장 큰 위치는 "mf"(mezzo forte, 메조포르테, 조금 세게)로 표시된다.
악장은 차분하고 몽롱하며, 조용히 생각하는 듯한 느낌이 인상적이다. 베를리오즈는 "이것은 인간의 언어로 표현할 수 없는 시"라고 말했다. 그는 오른손의 선율을 "추도"(追悼)라고 부르기도 했는데, 이는 "월광"으로 해독되는 것과는 매우 다르다.

### 2악장 - 알레그레토 - 트리오 (내림라장조)
3/4 박자, 복합 세도막 형식.
스케르초의 첫 번째 부분이 반복되지 않는 비교적 전통적인 스케르초 및 트리오이다. 그것은 내림라장조로 쓰여진 상대적으로 평온한 것처럼 보이는 순간이며, 첫 악장의 조성인 올림다단조의 같은 으뜸음조인 올림다장조와 동등한 딴이름한소리로 기록된다.
악장은 길이가 짧고 주제도 짧으며(고집저음의 음형), 여러 번의 반복으로 더 차분하고 우아하게 두 악장 사이의 다리 역할을 하는데, 리스트는 그것을 "두 심연(深淵) 사이의 한송이 꽃"이라고 불렀다.
악장은 전반적으로  "p"(piano, 여리게)에 놓여져 있지만, 소수의 "sf"(sforzando, 스포르찬도, 특히 세게)와 "fp"(포르테피아노, 세게 곧 여리게)는 그 악장의 명랑한 기질을 유지하는 데 도움이 된다.

### 3악장 - 프레스토 - 아기타토 (올림다단조)
4/4 박자, 소나타 형식.
폭풍우가 치는 마지막 악장은 베토벤의 "실험"(동반 소나타 Opus 27-1 및 이후의 Opus 101에서도 수행됨)을 반영, 이 작품의 중심이며 세 개의 악장 중 가장 무거운 악장이다.
첫 번째 주제는 오른손이 등반하는 아르페지오와 왼손의 강한 스타카토이다. 두 번째 주제는 첫 번째 주제에 얽힌 노래와 비슷하다. 전개부의 첫 부분에서는 두 가지 주제를 검토하고 재현부의 마지막에서는 극적인 절정에 도달한다.
이 악장의 감정의 폭발은 매우 강렬하며, 빠른 아르페지오, 트레몰로 및 과장된 표현 기호가 많기 때문에 연주자의 기술과 정서적 경험에 대한 요구 사항이 높다. 로젠은 이 악장에 대해 다음과 같이 말했다: "이것은 억제되지 않은 감정 표현이며, 200년이 지난 지금까지도 그 격렬함이 놀랍다."
베토벤은 "sf"(sforzando, 스포르찬도, 특히 세게) 음을 많이 사용하고 있는데, 전략적으로 배치된 몇 개의 "ff"(fortissimo, 포르티시모, 매우 세게) 악절과 함께 전체적으로 "p"(piano, 여리게) 마킹이 우세함에도 불구하고 매우 강력한 사운드의 감각이 만들어지고 있다.

## 베토벤의 페달 마크
첫 번째 악장을 시작할 때 베토벤은 이탈리아어로 다음과 같은 지시를 포함시켰다: "Si deve suonare tutto questo pezzo delicatissimamente e senza sordino"("이 전체 곡은 댐퍼(약음기) 없이 최대한 섬세하게 연주해야 한다"). 이것을 달성하는 방법은 (현대의 피아노와 베토벤 시대의 피아노 모두) 악장 내내 서스테인 페달을 밟거나 적어도 전체적으로 페달을 사용하지만 화음이 변경되면 다시 적용하는 것이다.
베토벤 시대의 댐퍼(약음기)라는 것은 현대의 현과 햄머 사이에 펠트를 껴서 소리를 완화시키는 효과를 주는 무릎레버(현대의 소프트 페달이나 일부 우나 코르다 페달의 효과에 해당)를 뜻하는데, 이를 사용하면 지속음과 배음이 모두 끊겨버리기 때문에 베토벤은 이를 방지하기 위해 조치를 취한 것이다. 그러나 현대의 피아노는 베토벤 시대의 악기보다 서스테인 시간이 훨씬 길기 때문에 서스테인 페달을 안정적으로 적용하면 불협화음이 생성된다. 대조적으로, “역사적 기반의 악기”(복원된 오래된 피아노, 또는 역사적 원칙에 기반한 현대 악기)를 사용하는 연주자는 문자 그대로 베토벤의 방향을 더 잘 따를 수 있다.
현대의 피아노 연주를 위해 몇 가지 옵션이 제시되었다.
- 한 가지 옵션은 과도한 불협화음을 피하기 위해 필요한 경우 주기적으로 서스테인 페달을 변경하는 것이다. 예를 들어, 이것은 소나타의 리코르디 판에서 편집자가 제공한 페달 마크에서 볼 수 있다.[23]

- “하프 페달링”(페달을 부분적으로 밟는 기술)은 종종 19세기 초에 페달의 짧은 서스테인을 시뮬레이션 하는 데 사용된다. 찰스 로젠은 하프 페달을 밟거나 1초 정도 늦게 페달을 놓을 것을 제안했다.[24]

- 조셉 바노베는 소스테누토 페달 사용을 제안한다. 피아니스트는 원하는 "흐림"을 제공하기 위해 낮은 베이스 현의 동조적인 떨림을 허용하면서 깨끗하게 페달을 밟아야 한다. 이것은 악장을 시작하기 전에 피아노의 가장 낮은 베이스 음을 조용히 누른 다음, 악장이 지속되는 동안 이러한 댐퍼(약음기)를 유지하기 위해 소스테누토 페달을 사용하여 수행한다.[25]

## 참조 음반
- 프리드리히 굴다, 1951 (Decca)
- 빌헬름 켐프, 1961 (DG)
- 아르투르 루빈스타인, 1962 (RCA Red Seal)
- 블라디미르 호로비츠, 1962 (RCA Victor Red Seal)
- 발터 클린, 1963 (VOX (6))
- 알프레드 브렌델, 1964 (Turnabout)
- 빌헬름 박하우스, 1965 (Decca)
- 다니엘 바렌보임, 1967 (His Master's Voice)
- 밴 클라이번, 1970 (RCA Red Seal)
- 파울 바두라스코다, 1973 (BASF)
- 라두 루푸, 1973 (Decca)
- 클라우디아 아라우, 1979 (Philips)
- 에밀 길렐스, 1981 (DG)
- 블라디미르 아시케나지, 1981 (Decca)
- 예노 얀도, 1987 (Naxos)
- 두브라브카 톰시크, 1988 (Pilz)
- 미하일 플레트네프, 1989 (Virgin Classics)
- 예프게니 키신, 1998 (RCA Victor Red Seal)
- 이연화, 2007 (SONY BMG)
- 임현정, 2012 (Warner Classics)
- 김선욱, 2017 (Accentus Music)
- 손민수, 2020 (Sony Classical)